# Тодоров, Станко
Станко Тодоров Георгиев (болг. Станко Тодоров Георгиев; 10 декабря 1920, село Кленовик, Третье Болгарское царство — 17 декабря 1996, София, Болгария) — болгарский государственный и партийный деятель, председатель Совета Министров НРБ (1971—1981). Занимал эту должность дольше всех в истории Болгарии.

## Биография
Родился в рабочей семье в провинции Перник. Получил начальное образование, затем работал портным в различных мастерских. В конце 1930-х годов работал в руководстве союза портных Софии. С 1936 года вступил в Рабочий молодёжный союз (РМС), а в 1939 году стал членом регионального комитета. До 1941 года был главой профсоюзной организации РМС.
В 1941 году был призван в армию, откуда в 1943 году бежал. В том же году вступил в подпольную Болгарскую коммунистическую партию и был заочно приговорён к смертной казни. С конца 1943 по сентябрь 1944 года являлся членом штаба боевых групп, действовавших в Софии.
В 1944 году был арестован, но бежал во время бомбардировок в марте того же года. После переворота 9 сентября 1944 года являлся членом оперативного бюро охраны демонстраций и координации вооруженных сил в столице. С октября 1944 по 1945 год был заведующим отделом культурно-воспитательной работы в областном комитете РМС. В 1945—1950 годах — секретарь по организационным вопросам Димитровского коммунистического молодёжного союза, в 1950—1952 годах первым секретарем районной организации БКП в Бургасе.
Член ЦК БКП (1954—1988), кандидат в члены ЦК БКП (1948—1954). С 1961 по 1988 год входил в состав Политбюро ЦК БКП и занимал ряд правительственных постов.
- 1952—1957 гг. — министр сельского хозяйства,
- 1957—1959 гг. — секретарь ЦК БКП,
- 1959—1962 гг. — председатель Государственной комиссии по планированию,
- 1959—1966 гг. — заместитель председателя Совета Министров НРБ,
- 1966—1971 гг. — секретарь ЦК БКП.

С июля 1971 по июнь 1981 года находился на должности председателя Совета Министров НРБ. Затем он стал председателем парламента и занимал эту должность до первых многопартийных выборов в 1990 году. Поддержал реформистское крыло коммунистической партии в конце 1980-х после изменения политической конъюнктуры. Принял участие в отстранении лидера партии Тодора Живкова от должности в 1989 году.
Незадолго до выборов 1990 года, исполнял обязанности президента Болгарии с 6 июля 1990 по 17 июля 1990 года. Он получил место в парламенте на выборах, но ушёл в отставку в том же году по состоянию здоровья. В 1990 году был включён в Высший Совет БСП, но в конце года принял решение об уходе из политической жизни.

## Награды и звания
Герой Социалистического Труда НРБ. Награждён двумя орденами Георгия Димитрова и орденом «13 веков Болгарии».